# Kris (film)
Kris är en svensk dramafilm från 1946 med manus och regi av Ingmar Bergman.

## Om filmen
Filmen bygger på pjäsen Modershjärtat av dansken Leck Fischer som haft premiär i Helsingfors 1943, köpts av SF 1944 och som blev radiopjäs 1946. Bergman har berättat hur SF-chefen Carl Anders Dymling kom till honom i Helsingborg sedan alla tillfrågade tackat nej till att regissera:
-Jag gör vad för skit som helst, bara jag får göra film. Det var nämligen det jag åtrådde mest av allt, att få göra film. Dymling svarade "Då är det avgjort." Jag var nästan galen av lycka.
Filmen spelades in sommaren 1945. Efter tre veckor ville ateljéledningen och Harald Molander lägga ner inspelningen, men Dymling och Victor Sjöström ingrep. Bergman fick börja om från början. Filmen hade premiär den 25 februari 1946. Efter premiären kallade Bergman filmen för "ett präktigt fiasko". Medan filmen Hets, som gjorts på hans manus, givit 838 000 kronor i vinst blev förlusten för Kris 131 000.

## Rollista (i urval)
- Inga Landgré – Nelly, 18 år
- Stig Olin – Jack, skådespelare

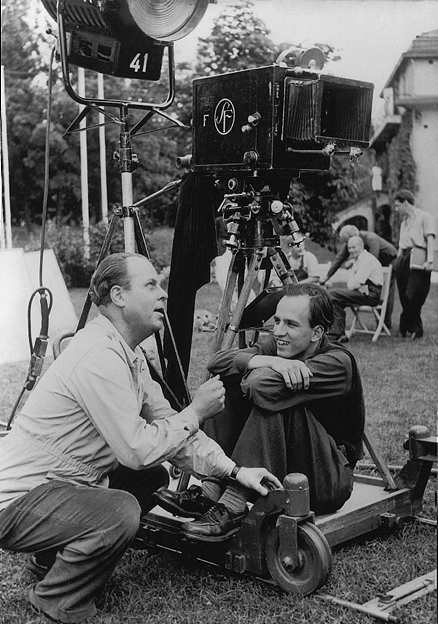
Bergman (till höger) under inspelningen.

- Marianne Löfgren – Jenny, Nellys mor, Jacks älskarinna
- Dagny Lind – fröken Ingeborg Johnson, Nellys fostermor
- Allan Bohlin – Ulf, veterinär, inneboende hos fröken Ingeborg
- Ernst Eklund – Ingeborgs farbror Edvard, läkare
- Signe Wirff –  Jessie, Ingeborgs moster
- Svea Holst – Malin, städerska hos Ingeborg
- Arne Lindblad – borgmästaren
- Julia Cæsar – borgmästarinnan
- Siv Thulin – biträde i skönhetssalongen
- Anna-Lisa Baude – kund i skönhetssalongen
- Karl Erik Flens – Nellys balkavaljer
- Margit Andelius – stadskamrerns fru på balen

## Musik i filmen
- An der schönen blauen Donau, op. 314, kompositör Johann Strauss d.y., instrumental.
- Frühlingsstimmen, op. 410, kompositör Johann Strauss d.y., instrumental.
- Rosen aus dem Süden, vals, op. 388, kompositör Johann Strauss d.y., instrumental.
- Il bacio (Kyssen), kompositör Luigi Arditi, text Gottardo Aldighieri.
- Jitterbug, kompositör Charlie Norman, instrumental.